# 東遊記 (漫画)
『東遊記』（とうゆうき）は、酒井ようへいによる漫画。『週刊少年サンデー』（小学館）にて2004年38号から2005年22・23合併号まで連載された。

## あらすじ
魔族と呼ばれる生き物によって、荒廃した世の中。サンゾー法師は、天竺に行き、世界を平和にするという願いをかなえてもらった。しかし、願いをかなえる者本人が見た世界しか平和にすることはできないという条件付き。サンゾーらは全大陸の5分の1にあたる西側ルートで天竺に辿り着いていた。よって、世界は西のみ平和になり、東の状況は変わらなかった。そこで孫・イチゾーが、大陸を東から回って世界全てを平和にする旅に出る。
大きく前半・後半に分かれており、後半は前半から3年後という設定である。後半では、シャカがジャランダーラを見つけ、世界中の魔族にイチゾー抹殺の命令を出す。

## 登場人物

### 主人公一行
イチゾー
本作の主人公。かつてテンジクまで旅をし、世界の西側を平和にしたサンゾー法師の孫。使用武器は非常に長い杓杖。10歳まではサンゾーのお下がりの帽子とぶかぶかの服を着ており、語尾の「～だい」が口癖。後半は前半の3年後ということになっており、服もフィットし口癖も言わなくなる。一人称は前半は「おいら」、後半は「オレ」になっている。普通の人間には持ち上げられないほどの錫杖を軽々と振り回す怪力の持ち主。実はサンゾー法師の子供夫婦の間に生まれた胎児に、絶望の神ジャランダーラの力を移す依り代として生まれた存在であり、感情が高ぶると異形の形態へと変貌する。
ソンゴサン
かつてサンゾー法師と共に旅をしたソンゴクーの子。使用武器は「如意節棍」。故郷では自警団のリーダーを務めていた。会話の大半は誰に対しても敬語。父が獣人であるのに対し、母親が人間であるため普通の人間よりは身体能力がわずかに高い。常識人でどちらかといえばツッコミ役が多い。父親の女好きから幼少時より度々苦労し、父のことを「エロザル」と呼びかなり軽蔑している。父の女好きを止めるために自ら実験台となって女にもてなくなる薬をつくるが、そのせいで女性から嫌われる。
コタマネギ
ネコマタギと呼ばれる種類の魚類。体は大きく、鳥の足を持つ。キャッ盗団のボスの乗り物であったが、両親のいるかもしれない海へ行くためイチゾーたちと旅をすることになる。仲間内では「ウザい」という位置づけがなされており、損な役回りもかなり多い。一人称は「オイラ」で語尾に「～だよう」とつける。得意技は腹の中に自分の体積より大きいものを貯めて一気に吐き出す「魚ポンプ」。
ロゼ
後半に登場する女性。すさんだ東の世界に住んでいたため、性格は荒れ気味で強気である。幼少の頃母親を殺されており、奪われた形見の宝石『ピノ・ノワール』を探すべくイチゾー一行に加わる。使用武器は釵。自称トレジャーハンターだが、いろいろあくどいこともしてきたらしい。女にもてなくなる薬を飲んだソンゴサンに対し、酷い嫌悪感を表している。

### 主人公の協力者たち
サンゾー
イチゾーの祖父。かつて世界を平和にしようと西側経由でテンジクに向かった。しかし、自分の見た世界しか平和にできないこと、平和になっても貧困は無くならないことを無念に思っている。イチゾー同様に錫杖を軽々と使いこなすなど、戦闘能力は高かった様子。第一話ではすでに死亡している。モデルは三蔵法師。
アンティ
イチゾーの母。イチゾーのよき理解者であり、気さくな性格。子持ちとは思えないほど若々しい。村で夫の遺した喫茶店を営む。
ソンゴクー
ソンゴサンの父で猿の獣人。無類の女好きで飄々とした抜け目のない爺さんである。サンゾーと共にテンジクに行き、シャカに「女にもてる」ように願ったところ、ゴリラのような女に追い掛け回されるようになる。本人は「美女にもてるように願うべきだった」と後悔している。特技は胃で飲み込んだものを止めておく「人間ポンプ」。最近物忘れが激しい。モデルは孫悟空。
O.トロック
人類最強の武装集団サムタン軍の元幹部の老人。指導者であった将軍ヒッキングが悪魔の力に魅入られて異常な言動が目立つようになってからは彼を止めようとするが、逆に引退に追い込まれる。ゴサンとは以前から知り合いであったようでキャッ盗団事件から連絡も取り合っていた。ヒッキング死亡後は現役復帰し、サムタン軍指導者となり、軍の再興に力を注ぐ。
ヒッキング
O．トロックの親友。悪魔の封印された武器を手に入れたがゆえに、残虐な性格となる。あまりにも目に余る行動を繰り返したためトロックに殺されるが、最期には正気に戻り、部下たちに今後はトロックに従うよう最後の命令を下して息絶えた。

### 神々と悪魔
シャカ
世界で信仰の対象となっている希望を司る神。テンジクの大聖堂にいる。ある時野心が芽生え、時の神族の指導者を殺し、自分に反対する神を粛清した。相反する絶望の力を手に入れ、神々の頂点に君臨することを望んでいる。犠牲を厭わず、希望の力をより多く得るためにそれまで平和だった世界を巻き込んだ。モデルは釈迦。
ジャランダーラ
数多いる神々の中でも13番目に強いとされる「絶望」を司る神。シャカのやり方をよく思わず、粛清を逃れるために自らを封印する。剣術に優れ、｢獄炎の剣カンティオス｣や｢絶望を吸い取る剣デスラプランス｣などを所有する。イチゾーが杓杖の封印を一つ解放したときに、カンティオスが出現。その後バルボガルドとの戦いで封印を全て解放したときにデスラプランスが出現したが、その他の封印を解放していないため、その他の剣（もしくは絶望の神としての特殊能力）は不明。直接杓杖の外の人間と話すには、杓杖にヒビが入るか、外から封印をはずしてもらい杓杖の中の異空間へ引き込ませるしか方法がない。
バルボガルド
シャカ配下の破壊を司る神。壊すことしか興味がない。シャカに持ち駒として扱われるが、本人はむしろそれでもよいと思っている節がある。普段は覆面のようなもので顔面を覆っており、本気を出すときにその覆いを外す。腕力だけなら数多いる神々の中でも最高である。イチゾーに絶望の剣で真っ二つにされた。
モーズ
シャカ配下の混乱を司る娘神。過去の混乱の神を受け入れる依り代であった。神の力を抑えきれず暴走してしまい、それを見た村人には忌み嫌われ、両親に捨てられた。シャカのいいように使われているのはわかっているが、人間を滅ぼすという同じ目的をもつため力を貸している。混乱の神らしく、複数の人の脳に直接語りかける能力を持つ。ゴサンの言葉と行動に心を打たれ、持っていたピノ・ノワールをロゼに返すようにゴサンに託し、最期の力でシャカの陰謀を世界中の人々に伝えて消滅した。
フリント
ジャランダーラに遣えていたネズミ。人語を話し龍に変身できる。サンゾーに杖術を教えた。

## 備考
- 読者からの作品人気が今一つ得られないまま、連載は8ヶ月で終了となった。しかし連載終了から3年後、作者が過去にアシスタントをしていた雷句誠が原稿紛失などのトラブルを巡って小学館に対して訴訟を提起した際に、その陳述書の中で小学館の編集部員による漫画家への無礼・非礼の一例として、本作にまつわるエピソードを披露している。
  - 陳述書の中では具体的な編集部員の名前を挙げた上で、「作者が望んでいない展開を担当に押し付けられた。」・「拒否すると罵倒され、仕方なく描いたが人気は上がらなかった。」・「その押し付けた展開を収拾しないまま担当編集部員が替わった。」などの指摘がなされている。陳述の内容からは、作者であるはずの酒井を軽んじ、彼の思い描いていた構想を無視・破壊する形で、もっぱら担当編集部員と編集部が自身の思惑と都合によって物語内容を強引に振り回して作品を台無しにして、挙句の果てには不人気を理由とする打ち切りに追い込んでいったという、悲惨としか言いようのない作品製作の実情が明らかにされている。
- 連載終了後に『週刊少年サンデー超 2005SUMMER増刊号』で外伝が掲載された（単行本4巻に収録）。